# Капитан Сорви-голова
«Капита́н Сорви́-голова́» (фр. Capitaine Casse-Cou; в некоторых изданиях — «Капитан Сорвиголова») — историко-приключенческий роман французского писателя Луи Буссенара, написанный им в 1901 году.
Роман рассказывает о войне за независимость двух бурских республик, Трансвааля и Оранжевой, против английских колонизаторов. Образ доктора Тромпа, гуманиста и бойца народной армии, носит черты автопортрета писателя. Главный герой книги — юный француз Жан Грандье, прозванный капитаном Сорви-головой. 

## Сюжет
С Клондайка Жан вернулся на родину во Францию сказочно богатым. Но одержимый жаждой путешествий, он не может жить спокойно. Создав отряд добровольцев, или, как он сам их назвал, молокососов, состоящий из таких же мальчишек, как и он, 16-летний Жан отправляется в Южную Африку сражаться против английских завоевателей в армии буров.

## Часть 1. Молокососы
Военный полевой суд приговорил к расстрелу Давида Поттера, который отравил лошадей английской армии. Таким образом буры борятся за свою независимость.
Жан-Градье прекрасно знает этого человека. Он предлагает деньги за жизнь бура, но военные неумолимы. Поттер просит Жана мстить за него. Приговоренный к смерти угрожает пятерым судьям.
Градье и старший сын бура уходят вместе. За ними гонится отряд солдат. Оказывается, что молодой француз является капитаном Сорви-голова.
Война против буров продолжается. Главный судья над Поттером попадает в плен. Поль Поттер мстит за своего отца и убивает англичанина.
Капитан Сорви-голова полностью оправдывает своё прозвище. Он всегда идёт на самые рискованные дела. Жан идёт в разведку к англичанам, но попадает в плен. Храброму юноше удаётся сбежать, хотя он рискует быть съеденным акулами.
Градье переодевается в женскую одежду и нанимается служанкой к матери одного из судей над Поттером. Месть продолжается. Но, оказалось, что второй судья был тяжело ранен и умер сам. Жан чудом добирается до своих друзей буров.

## Часть 2. Борьба исполинов
Армии буров и англичан готовились к важному сражению. Чтобы не быть очень заметными, английских солдат переодели в форму защитного цвета. Фанфана, друга Градье, все это очень забавляло. Он предлагал даже перекрасить всех собак в цвет хаки.
Буры перед атакой пели псалом своих предков. В этом сражении они смогли победить англичан. Но, затем на помощь приходит бронепоезд и буры попадают под обстрел.
Благодаря храбрости юношей из отряда капитана Сорви-гололовы мост взорван, а отряд англичан взят в плен. Во время операции Градье убивает третьего судью Поттера.
Градье и Фанфан доставляют важное донесение генералу в другой город. По пути они храбро сражаются. Задание выполнено, но буры попадают в окружение. Храбрые юноши также в плену. Среди английских солдат есть один француз, который помогает свои соотечественникам бежать из плена. Капитан Сорви-голова снова на свободе. Поль Поттер, Фанфан и Градье случайно встречают четвёртого судью полевого суда. Он с отрядом солдат берет в плен Градье и Фанфана. Полю удаётся скрыться. Затем юный Поттер спасает своих друзей, и они казнят очередного палача Давида Поттера.

## Часть 3. Динамитная война
В своё время Оранжевая республика, страна буров, хотела завоевать крошечное государство баролонгов. Это было небольшое поселение чернокожих людей. Угнетаемый народ бросил свои дома и ушел жить в английские поселения.
Война буров и англичан была аналогичной ситуацией. Как ни боролись буры за свою независимость, не просто им было победить мощную державу.
Оранжевая республика держалась из последних сил. Чтобы навредить англичанам и лишить их питьевой воды, необходимо было взорвать водохранилище. Отряд Градье отправился на дело. Юноши, переодетые в девушек-пастушек, погнали на водопой животных. Они незаметно подложили динамит. Задание было выполнено, но возникли проблемы с возвращением в город. Выручая ребят, хозяйка фермы и её дочери гибнут.
Отряд разведчиков по пути к бурам убивает английских солдат. Жан отправляется на разведку к противнику, но его замечают. Капитан Сорви-голова обнаруживает в палатке последнего из выживших судей Поттера. Отомстить не удаётся, ему мешают солдаты. Жан убегает из лагеря англичан.
Позже отряд буров сражается с англичанами и убивает пятого судью. Давид Поттер отомщен.
При отступлении буров, Жан и его отряд задерживают англичан. Многие ребята погибли. Раненных Фанфана и Градье берут в плен.
Несмотря на ранения, ребята все равно хотят бороться за независимость буров.

## Герои романа
Жан Грандье — главный герой. Отважный юнец, сказочно богатый и ищущий приключений. Очень умный, смелый, сильный и добрый персонаж. Предводитель молокососов.
Фанфан — лучший друг Жана, смелый юный француз.
Поль Поттер — друг Жана. Сын расстрелянного Давида Поттера, последовал вместе с Жаном к Трансваалю.
Генерал Вильжуэн — командующий армией буров, в том числе Отрядом Молокососов.